# Skyler Page
Skyler Dale Page, né le 13 octobre 1989 aux États-Unis, est un acteur et animateur américain. Il est le créateur de Clarence et réalise des storyboards pour Adventure Time.

## Biographie
Skyler Page est né à Phoenix, en Arizona. Il est diplômé de la  California Institute of the Arts. Il réalise deux courts métrages d'animation,  Crater Face (2010) et  Girl Wallet (2011). Il crée la série animée Clarence, diffusée sur Cartoon Network depuis  2014, mais il est renvoyé de la chaîne à la suite d'accusations de harcèlement sexuel.